# Банников, Евгений Геннадьевич
Евге́ний Генна́дьевич Ба́нников (3 ноября 1965, Бакал, Челябинская область — 18 июля 2024, пик Ленина, горная система Памир, Кыргызстан) — советский и российский поэт, композитор, автор и исполнитель своих песен, альпинист. Официальных аудиоальбомов нет.
Родился и жил в Челябинской области: долгое время — в Сатке, с 2012 года — в Златоусте.

## Биография
Служил в дивизии им. Дзержинского в Москве в 1984—1986 годах.
Работал инструктором в саткинской Станции юных туристов (СЮТур). Одновременно занимался с ребятами в Саткинском КСП.
Главный организатор Саткинского фестиваля бардовской песни с 1991 по 1997 год.
Лауреат (в дуэте с Леонидом Курбатовым) Ильменского фестиваля в 1992 году. В 2007 году стал победителем неофициального конкурса, проводившегося среди лауреатов Ильменского фестиваля.
Лауреат Грушинского фестиваля в 1993 и 1994 годах.
Музыкального образования не имел. Играть на гитаре выучился в школе. Сочинять песни начал, отслужив в армии, в походах, под влиянием творчества Арона Круппа, Юрия Визбора.
Официальных аудиоальбомов нет. Записи, которые есть, сделаны с редких концертных выступлений, а чаще с домашних концертов для друзей.
Был женат. Осталась взрослая дочь.

### Смерть
Евгений Банников погиб при переходе из одного лагеря в другой на пике Ленина в Кыргызстане 18 июля 2024 года.

## Альпинист
Походы высших категорий сложности. Участник высокогорных спасательных работ. Более десяти раз был на Эльбрусе. Оператор фильма «7134» при восхождении на Пик Ленина. В 1998 году по приглашению французских альпинистов участвовал в восхождении на Монблан (4808 м).
Покорённые вершины
Тянь-Шань:
- пик Победы (7439 м)
- пик Хан-Тенгри (6995/7010 м)

Памир:
- пик Ленина (7134 м)
- пик Корженевской (7105 м)
- пик Скалистый (5621 м)
- пик Пирамидальный (5510 м)

Кавказ:
- Эльбрус. Западная вершина (5642 м)

Альпы:
- Монблан (4808 м)